# Шок рок
Шок рокът е комбинация от рок музика или хевиметъл музика с изключително театрални изпълнения на живо, подчертаващи шоковата стойност. Изпълненията могат да включват насилствено или провокативно поведение на артистите, използване на образи, привличащи вниманието, като костюми, маски или боя за лице, или специални ефекти като пиротехника или фалшива кръв. Шок рокът също често включва елементи на ужас .
В статия от 2014 г. в „The Guardian“ се казва : „Британският рок винаги е бил по-театрален от американския си колега. Често това включваше унищожаване или зловеща хитрост. „The Move“ разбиват телевизори, Артър Браун и пламтящият му шлем, Screamin 'Lord Sutch прави вход вътре в ковчег“.

## История
Крещящият Джей Хокинс е може би първият шок рокер. След успеха на неговия хит от 1956 г. „I Put a Spell on You“, Хокинс започва да изпълнява повтарящи се каскади в много от концертите си на живо. Той излиза от ковчег, пее в микрофон с форма на череп и си пуска димни бомби. Друг изпълнител, който изпълнява подобни каскади, е британският автор на песни Screaming Lord Sutch .
Артър Браун през 2005 г. по време на изпълнения на живо и в рекламното телевизионно видео, изпълнява песента „Fire“ от 1968 г., носещ черно-бял грим (трупна боя) и горяща глава.
60-те години на XX век носят няколко прото-шок рок изпълнители. Във Великобритания The Who често унищожават инструментите си, „The Move“ прави същото с телевизорите, а Артър Браун носеи ярък грим и пламтяща глава. В САЩ Джими Хендрикс пали китарата си на поп фестивала в Монтерей през 1967 г. Музикантът от Детройт Иги Поп от „Студжис“ приема насилствена, непостоянна персона на сцената, която получава широко признание, тъй като Поп често хвърля тялото си по сцената, понякога наранявайки членовете на групата си. Известно е, че Поп носи нашийник за кучета по време на някои изпълнения, заедно със сребърни ламе ръкавици с дължина на ръката, илюстриращи както чувствителността към шока, така и към глем рока. Поне на едно шоу през 1970 г. Поп намазва тялото си с фъстъчено масло и се хвърля сред тълпата.
Виждайки Артър Браун, Алис Купър заявява: „Представяте ли си младия Алис Купър да гледа това с всичките си гримове и адски изпълнения? Сякаш всичките ми Хелоуин дойдоха наведнъж!“ 
„Plasmatics“ са американска пънк рок група, създадена от възпитаника на художественото училище в Йейлския университет Род Свенсън заедно с Уенди О. Уилямс. Групата е противоречива група, известна с диви концерти на живо. В допълнение към китарите има рязане на вериги, взривяване на шкафове с високоговорители и разбиване на телевизори с чук, Уилямс и „Plasmatics“ взривяват автомобилите си на живо на сцената. Уилямс е арестуван в Милуоки от полицията в града, преди да бъде обвинен в публично неприличие . Джим Фарбър от „Sounds“ описва шоуто: „Водеща певица (бивша порно звезда) настояща вдигачка на тежести Уенди Орлиънс Уилямс (накратко WOW) прекарва по-голямата част от шоуто на „Plasmatics“ да гали гърдите на колегите си, да драска потника си и да яде комплекта барабани, наред с други игриви събития“.
От края на 70-те години до смъртта си през 1993 г. GG Allin е известен по-малко със своята музика, отколкото с диво трансгресивните си лудории, които включват неприлично излагане (събличането и изпълнението на гол е един от най-често срещаните ритуали на Allin), дефекация на сцената, копрофагия, саморазправа и атаки на членове на публиката.
През 80-те години в Ричмънд, Вирджиния, „Gwar“ се формира като сътрудничество на художници и музиканти. Членовете на групата правят свои собствени пищни чудовищни костюми, които според тях са вдъхновени от много същества от литературната мултивселена на „HP Lovecraft“, Ктулху Митос от „Gwar“ често включва екстравагантни постановки в техните предавания, като мними рицари и преструвайки се, че са избиват един друг. „Guar“ осъждат Елдън Хоук, вокалистът на „Менторите“, по време на появата им в шоуто на Джери Спрингер, защото той се застъпва за изнасилването по време на интервюто си.
През 90-те и 2000-те години Мерилин Менсън се превръща в може би най-забележителната и добре позната личност в шок рока. Той е наречен от бившия американски сенатор Джоузеф Либерман (D-Conn) като „може би най-болната група, популяризирана някога от мейнстрийм звукозаписна компания“. Сценичните лудории на Менсън, като изгаряне на американското знаме и изтръгване на страници от Библията, са в центъра на протестите през цялата му кариера. Менсън твърди, че всеки художник има своите средства за представяне и че неговите визуални и вокални стилове са просто начин за него да контролира ъгъла, от който неговата зрители и широката публика гледат и интерпретират това, което се опитва да предаде артистично.